# Balustre

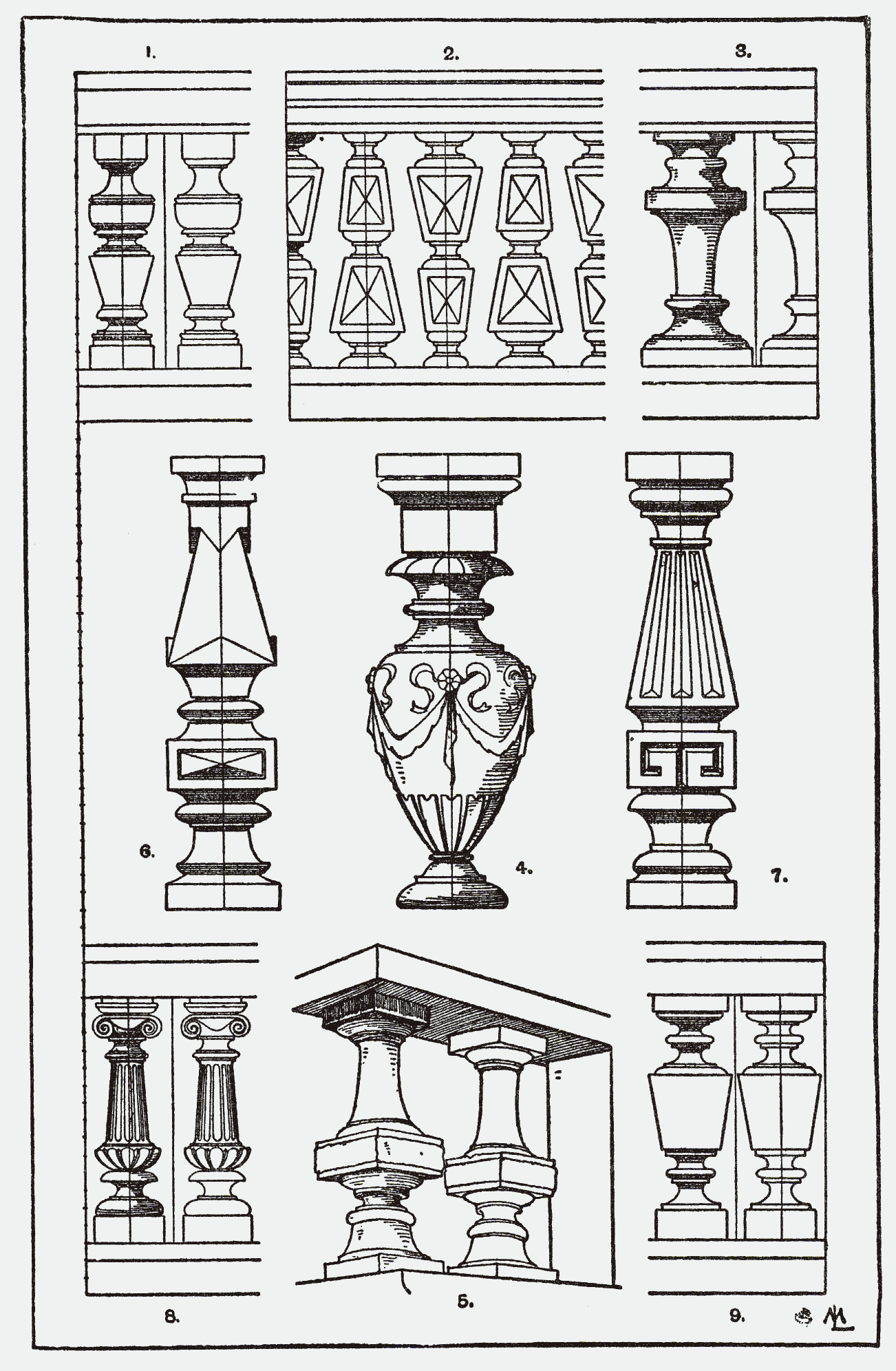
Diversos tipus de balustres

Un balustre (de l'italià balaustro, i aquest del llatí balaustium, i aquest, del grec βαλαυστιον 'flor de magraner') és un tronc modelat, circularment o en forma de quadrat, fet amb pedra o fusta i de vegades metall, que suporta la barana d'un ampit o d'una escala, balcó, etc. I el conjunt dels quals és conegut amb el nom de balustrada. Els primers balustres que ens són coneguts apareixen als baixos relleus dels palaus assiris, on eren emprats a les finestres i, segons sembla, tenien capitells jònics. No sembla que fossin emprats ni pels grecs ni pels romans, sinó que els primers exemples d'ús els tenim als balcons dels palaus de Venècia i de Verona. Gràcies als renaixentistes italians, esdevingueren trets de gran importància, i van començar a ésser molt emprats en balcons i ampits. En l'arquitectura normanda, se li van afegir bases i capitells, juntament amb el tronc cilíndric simple característic d'aquesta arquitectura.